# 国鉄C902形コンテナ
国鉄C902形コンテナ（こくてつC902がたコンテナ）は、かつて日本国有鉄道（国鉄）が保有した、鉄道輸送用三種規格（約20 ft）有蓋コンテナである。

## 概要
両側妻扉の二方開きで、外法寸法は、長さ6,058 mm、幅2,438 mm、高さ2,438 mm、荷重9.4 t、容積28.0 m3、自重2.9 t。1970年（昭和45年）度に富士重工業にて1個のみが製造された。
1984年（昭和59年）度に廃止され形式消滅した。